# Sveitarfélagið Hornafjörður
Sveitarfélagið Hornafjörður és un municipi d'Islàndia a la regió de Suðurland. Té una extensió de 6.309 km² i una població de 2.589 habitants a primer de gener de 2025.
El municipi es va crear el 6 de juny de 1998 mitjançant la fusió dels antics municipis de Hornafjarðarbær, Bæjarhreppur, Borgarhafnarhreppur i Hofshreppur.
Les principals poblacions del municipi són Höfn í Hornafirði i Nesjahverfi í Hornafirði.

## Glaceres
El municipi limita al nord amb el Vatnajökull, el camp de gel més gran d'Islàndia, pel que defineix en gran mesura la imatge del municipi. Per tant, Hornafjörður compta amb un gran nombre de llengües glacials que desemboquen a l'oceà Atlàntic a través de rius d'aigua de desglaç curts, però sovint amples. D'oest a est aquestes són les glaceres:
- Skeiðarárjökull, amb l'Skeiðará com a riu, que s'escampa sobre l'Skeiðarásandur.
- Morsarjökull
- Skaftafellsjökull, immediatament a l'est del centre de visitants d'Skaftafell.
- Svínafellsjökull, amb la granja Svínafell al final.
- Öræfajökull, amb la Hvannadalshnúkur, la muntanya més alta d'Islàndia.
- Kvíárjökull
- Fjallsjokull
- Breiðamerkurjökull, una de les llengües glacials més grans del Vatnajökull, que desemboca al Jökulsárlón.
- Skálafellsjökull
- Heinabergsjökull
- Flaajökull
- Hoffellsjökull
- Lambatungnajökull
- Axarjokull